# Oum le dauphin blanc
Pour la série d'animation de 2015 en trois saisons et 156 épisodes, voir Oum le dauphin blanc (2015).
Oum le dauphin blanc ou Oum le dauphin est une série télévisée d'animation franco-japonaise en 52 épisodes de treize minutes, produite par Yves Ciampi pour Telcia Films à partir de 1969. Elle est diffusée pour la première fois entre 1971 et 1972 sur la deuxième chaîne de l'ORTF. Au Japon, la série est nommée イルカと少年 (Iruka to shōnen, littéralement Le Dauphin et le garçon) ; elle est diffusée sur TBS en 13 épisodes de 25 min.
Le remake éponyme diffusé à partir de 2015 sur TF1 est produit par Media Valley et Marzipan Films. Oum le dauphin blanc en 2015 contient 156 épisodes en trois saisons et il est réalisé en 3D avec un rendu en 2D cell-shading.

## Synopsis
Les aventures du dauphin blanc Oum et de ses jeunes amis Yann, 13 ans, et de sa sœur Marina, 7 ans. Très intelligent, Oum vient toujours en aide à ses amis au cours de leurs aventures. Yann et Marina vivent avec leur oncle Patrick, un ancien marin, et de nombreux animaux : Jean-Sébastien le mainate, qui maîtrise le langage des dauphins ; Raoul le koala ; Flem le paresseux ; Mamoum la compagne d'Oum, et Titoum leur petit.

## Diffusions

### En France
La série fut diffusée pour la première fois du 30 novembre 1971 au 6 juillet 1972 sur la deuxième chaîne de l'ORTF, puis rediffusée à partir du 7 mars 1975 sur FR3, puis à partir du 29 juin 1981 sur FR3, et enfin du 23 février 1990 au 21 novembre 1990 sur M6.

### Au Canada
Au Québec, à partir du 9 décembre 1971 à la Télévision de Radio-Canada jusqu'en 1983, puis rediffusée à partir du 15 mars 1987 sur TVJQ.

### Au Japon
Bien que coproduite avec le studio japonais Eiken, cette série n'est diffusée au Japon que du 30 juillet 1975 au 15 août 1975 sur la chaîne japonaise TBS. Contrairement à la diffusion française, les épisodes sont regroupés par 4, totalisant ainsi 13 épisodes de 25 minutes.

## Fiche technique
- Producteur : Telcia Films (Jacques Simonnet, Yves Ciampi)
- Réalisateur : René Borg
- Scénariste : Vladimir Tarta, Gaston Pomier Layrargues
- Créateur personnages : Marc Bonnet
- Paroles et musique du générique : Michel Legrand, Vladimir Cosma, Jean Drejac
- Producteur : Yves Ciampi
- 1re diffusion le 30 novembre 1971

### Voix
- Benjamin Bollen : Yann
- Séverine Morisot : Marina
- Fernand Rauzena : Patrick
- Gérard Rinaldi : Jean-Sebastien, Trouillaverde

### Épisodes
Titres japonais des treize épisodes :
1. ナゾの難破船 (Nazo no Nanpasen?)
2. 海のギャング (Umi no Gang?)
3. ようこそ！ミカエルおじさん (Yôkoso! Mickaël Oji-san?)
4. 南海のゆ～とぴあ (Nankai no Utopia?)
5. マムームをたすけて！ (Mamoum wo Tasukete!?)
6. わたしの赤ちゃん (Watashi no Aka-chan?)
7. ステキなおくりもの! (Suteki na Okurimono!?)
8. ゆめの海底基地 (Yume no Kaitei Kichi?)
9. マムームと女医さん (Mamoum to Joi-san?)
10. チトームがいない (Titoum ga Inai?)
11. ボクは船長さん (Boku wa Senchô-san?)
12. からっぽのお家 (Karappo no O-uchi?)
13. すばらしき海底都市 (Subarashiki Kaitei Toshi?)

## Production
Cette série TV d'animation réalisée par Vladimir Tarta est la première co-production franco-japonaise. En France, Telcia Film et René Borg — qui a trouvé comment exporter la production de l'animation au japon ; l'animation est réalisée par la société japonaise Eiken. Telcia Films, Saga Film, Eiken, Anime Road, F Prod., Studio Take

### Musique
Michel Legrand (compositeur et chant) et Vladimir Cosma (arrangement) réalisent la musique du générique.

## Utilisation publicitaire
Dès la diffusion (début des années 1970), les personnages du dessin animé ont été utilisés par de nombreuses publicités, dont les stations d'essence FINA (produits dérivés promotionnels) et les yaourts Vitho, marque de la Société Laitière Métropolitaine (SLM).
Mais c'est surtout Nestlé qui a associé Oum le dauphin à la publicité pour promouvoir son chocolat blanc Galak à partir de 1972 à la télévision.

## Sortie en Blu-ray
Oum le dauphin blanc n'a jamais été édité en France en DVD. Cependant, l'intégrale est sortie au Japon en disque Blu-ray chez l'éditeur japonais Best Field le 31 mars 2021. Cette édition ne comporte que la piste sonore japonaise, sans sous-titres.

## Remakede 2015

Une nouvelle série intitulée Oum le dauphin blanc est programmée sur la chaîne TF1 dans les cases jeunesse TFOU, à partir du 30 août 2015 pour 52 épisodes de treize minutes, produite par Media Valley / Marzipan Films.